# World of Tanks
World of Tanks (zkráceně WoT, česky Svět tanků) je akční MMO free to play hra s tematikou tankových bitev dvacátého století. Hra je vyvíjená společností Wargaming Group Limited, ve které hráč hraje z pohledu třetí osoby (v odstřelovacím módu z pohledu střelce tanku, v dělostřeleckém módu z ptačí perspektivy). K dispozici je přes 800 vozidel od konce První světové války, meziválečného období, přes hojně zastoupenou vojenskou techniku z období Druhé světové války konče technikou z doby Korejské války a začátku války ve Vietnamu. Hra má více než 3 miliardy registrovaných uživatelů a 180 milionů aktivních hráčů. V aktualizaci 1.0 byla zásadně přepracována grafická stránka hry. S využitím nového ENCORE Engine byly mapy přepracovány do HD. Dále byla přidána nová válečná hudba speciálně vytvořená pro každou mapu.

## Hra

### Ocenění
- Ruská konference herních vývojářů 2011 (1×) – hra oceněná volbou publika.
- Guinnessova kniha rekordů (2×) – hra s největším počtem současně hrajících lidí na jednom serveru (jednou sama sebe překonala).
- Golden Joystick Awards (4×)– nejlepší masivně multiplayer (MMO) Online hra roku 2012, Nejlepší online hra roku 2013 a stále se hraje 2017, 2018 a 2019.

### Typy bitev
Hra obsahuje 6 rozdílných typů bitev. Wargaming.net provozuje 6 herních serverů podle geografického umístění:
- Ruský (spuštěn jako první, 8 clusterů)
- Evropský (2 clustery, funguje i pro severní a západní Afriku)
- Severoamerický (2 clustery)
- Čínský (2 clustery)
- Korejský
- Vietnamský

Hra funguje na modelu free-to-play, samotné hraní je zdarma, ale lze za peníze koupit prémiový účet (zvyšující výnosy z každé bitvy), speciální prémiové tanky, zlaťáky (prémiová měna), kamufláže aj. Po registraci dostává hráč zdarma sérii základních tanků, po dokončení základního tutoriálu je mu umožněno vyjet se zvoleným strojem do bitvy. Bitva je (typicky) souboj 15 proti 15 tanků, na jejímž konci je vyhodnocena účast každého na bitvě a je odměněna patřičným obnosem kreditů (herní měna) a zkušeností. Tyto kredity pak hráč může investovat do nových tanků, na které ovšem musí mít dostatek zkušeností, nebo na nákup munice, vybavení tanků aj.
Hratelných tanků za jedenáct národů (Sovětský svaz, Německo, Spojené státy americké, Francie, Čína, Británie, Japonsko, Švédsko, Československo, Itálie a Polsko) je připraveno více než 600 tanků (a nabídka neustále roste), ale přístup k nim je omezen přes kariérní postup. Tanky jsou rozděleny jak podle národů, tak podle charakteristiky (lehký tank, střední tank, těžký tank, stíhač tanků, artilerie) tvořící vývojovou větev, kterou hráč může za získané zkušenosti postupně odemykat. Většina tanků má různé druhy děl, pásů, rádií či motorů, které je rovněž možné za zkušenosti získávat a zároveň namontovat. Většina tanků úrovně 10 je však od počátku elitních (všechny moduly vyzkoumány).

### Mapy
Bitvy probíhají na více než 40 různých mapách, které připomínají skutečné scenérie, ale i místa bitev, např. Prochorovka či Plzeň. Cílem každé bitvy je vyhrát, což lze docílit buď zničením všech nepřátelských tanků, nebo obsazením obsazovacího bodu v nepřátelské základně. Verze 0.7.4 přinesla dva nové herní módy: Assault a Encounter. V módu Assault (útok) kde jedna strana dobývá druhou, které stačí se pouze bránit. V módu Encounter (střetnutí) obě strany soupeří o jeden bod na mapě. Tyto módy jsou aktivovány pro různé mapy podle jejich charakteristiky a hráči se na ně dostávají náhodně. Ovšem tyto mody map se dají vypnout v nastavení hry.

### Režimy bitev
- Náhodné bitvy
- Bitvy ve 2–3členné četě v Náhodných bitvách
- Hodnocené bitvy (pouze pro tanky X. úrovně)
- Týmové bitvy (odebrány)
- Bitvy rot (odebrány)
- Speciální bitvy
- Bitvy opevnění
- Historické bitvy (byly brzy po vydání odebrány kvůli špatnému vyvážení)
- Velké bitvy (bitvy 30 vs 30, ale pouze pro tanky X. úrovně)
- Frontová linie
- Ocelový lovec
- Nápor (pouze pro tanky X. úrovně)
- Týmový výcvik
- Mirny-13 (Halloweenský event)

V náhodných bitvách proti sobě stojí 15 hráčů na každé straně, tento typ bitvy je nejhranější, umožňuje až 3 hráčům vstoupit do jedné samé bitvy pomocí čety. Existují 3 typy náhodných bitev: standardní bitva, kde oba týmy mají svou základnu. Střetnutí, kde je na vybraných mapách pouze jedna neutrální základna, kterou mohou obsadit oba týmy. Útok/Obrana, kdy má svou základnu pouze jeden z týmů. Druhý tým musí pak svou základnu buď ubránit, nebo obsadit nepřátelskou.
V týmových bitvách proti sobě stojí 5 až 7 tanků na každé straně, maximálně však tier VII x 50.
Historické bitvy jsou předposledním přidaným typem (v patchi 9.0). Utkávaly se zde pouze tanky, které opravdu bojovaly za druhé světové války. Historických bitev se mohli účastnit pouze sovětské, německé a americké tanky.
Hodnocené bitvy jsou spuštěny pouze na určitý čas a pouze pro vozidla 10 úrovně. Úkolem je získávat „prýmky“ (body), díky kterým se hráč dostává na vyšší úrovně v hodnocení.
Speciální bitvy jsou určeny pro zkušenější hráče a jsou pouze tyto 3 typy: Klanové války (CW) o provincii, nebo ochrana Klanového opevnění (již není součástí hry), Turnaje (např. Fun Cap) a jsou pro samostatně sestavené týmy. 3. typem Speciálních bitev jsou „Utkání“ (neboli „Šampionáty“), určené pro setkání profesionálních hráčů World of Tanks a jsou o velké množství zlaťáků či o faktické peníze. Šampionáty a turnaje pořádá Wargaming, CW pořádá klan, v němž je hráč. CW může WG pouze pozastavit a vytvořit předem oznamovanou 2. mapu kvůli zvláštní WoT akci či Tažení klanových válek (např. 3. tažení – Svět v plamenech).
Od roku 2014 se ve WoT nacházejí v garážích jednou za čas speciální provizorní tanky kvůli zvláštním akcím (např. dělostřelectvo moždíř tier 1 – Karl jako upozornění na Update 9.0 – zlepšení grafiky či od poloviny června 2014 T – 62 A Sport díky mistrovství světa ve fotbale) včetně zvláštních vlastních map. Ve verzi 9.3 přibyl závodní mód, ve kterém hráči dostali upravenou verzi tanku Chaffee, tzv. M24 Supersport. Jezdilo se na závodní trati vytvořené z mapy „Přístav“, bitvy byly 3 vs. 3, vyhrál tým, který jako první obsadil základnu, nebo zničil nepřátelská vozidla. Po další aktualizaci zmizel mód i tank, zůstala jen posádka.
Frontová linie je rozdělena na epizody, které probíhají vždy jeden kalendářní týden každého kalendářního měsíce. Bitvy probíhají v režimu 30 na 30 hráčů. Jeden tým útočí a jejím úkolem je dobít území, které brání tým druhý. Podstatou tohoto režimu je získávání postupu, za který získávají speciální odměny a možnost vyjet speciální prémiový tank.

### Statistiky
Hra zaznamenává úspěchy každého hráče ve formě statistik, např. počet odehraných her, počet zničených nepřátelských vozidel nebo přesnost střelby, z těchto statistik se poté vypočítá pomocí vzorců celkové hodnocení daného hráče. Za mimořádně úspěšnou bitvu může být hráč odměněn medailemi, které se dělí do určitých skupin např. HRDINOVÉ BITVY (Top Gun (válečník) za 6 a více zničených tanků) nebo Invader (útočník), pokud je hráč schopen sám obsadit alespoň 80 % obsazovacího bodu). Za mimořádně úspěšné bitvy může být hráč oceněn medailí nesoucí jméno skutečných tankových es druhé světové války např. Radley-Waltersova medaile, která je udělována za zničení 8 nebo 9 vozidel v jedné náhodné bitvě. Dále jsou ocenění „Vzorný tankista“ ukazující zdatnost hráče se specifickým vozidlem. A vítězné znaky, které přibývají pokud je hráč s daným strojem v uděleném průměrném kombinovaném (poškození + asistované poškození) poškození způsobeným nepříteli lepší než určité procento hráčů.

## Dostupná technika
Ve hře se nachází víc než 600 obrněných vozidel ze Sovětského svazu, Německa, Francie, Číny, Japonska, Spojených států amerických, Velké Británie, Švédska, Československa, Itálie a Polska. Obrněná vozidla se skládají z vozidel zařazených do vojenské služby prošlých i několika vojenskými konflikty přes nikdy nenasazené prototypy až po projekty, které nikdy neopustily rýsovací prkna svých tvůrců.
Tanky jsou ve World of Tanks rozděleny podle tříd (anglicky tier, často chybně označováno jako level) kterých je celkem 10, každý tank je něčím specifický a má určitou roli.
Sovětský tankový vývojový strom
Tanky jsou celkem rychlé a dobře opancéřované, ale jejich děla se vyznačují malou přesností.
Německý tankový vývojový strom
Tanky jsou silně opancéřované a přesné, ale jsou pomalejší.
Americký tankový vývojový strom
Tanky jsou kompromisem, vyznačují se především vyšší rychlostí střelby a slušnými děly.
Francouzský tankový vývojový strom
Tanky jsou menší, s minimem pancéřování, pohyblivé, ale jejich děla mají na vyšších tierech nabíjecí automat, tzv. „zásobník“ umožňující vystřelit opakovaně v krátkém sledu, tanku s tímto typem dělem hráči často označují jako „Autoloader“ (česky „automatický nabíječ“). Do francouzské linie přidány kolové vozidla v aktualizaci 1.4.
Italský tankový vývojový strom
Tanky od 8. tieru mají nový systém automatického dobíjení. Dělí se na dva typy: pro těžké tanky a pro střední tanky. Jedná se o velmi málo nuancí. Je velmi podobný již zmíněnému „autoloaderu“ ale nenabíjí celý zásobník, nýbrž střely v zásobníku. Díky tomuto systému mohou Italské stroje zastupovat tanky s normálním dobíjením i ty se zásobníkem.
Britský tankový vývojový strom
Tanky jsou kompromisem, vyznačují se především vyšší rychlostí střelby a slušnými děly.
Čínský tankový vývojový strom
Tanky jsou ve většině parametrů podobné sovětským.
Japonský tankový vývojový strom
Střední tanky vynikají silnými děly, slabým pancířem a průměrnou pohyblivostí, ty těžké silným pancířem, silným dělem, ale mají slabší pohyblivost.
Československý tankový vývojový strom
Tanky mají velkou pohyblivost a silný kanón, ale mají slabší opancéřování.
Švédský tankový vývojový strom
Tanky do 7. tieru mají průměrný kanón s velice dobrou depresí (sklopením děla), průměrnou pohyblivost a průměrné opancéřování. Od tieru VIII začínají těžké tanky se zásobníky. Zvláštní techniku boje mají švédské stíhače tanků – 2 režimy, bojový a „cestovní“.
Polský tankový vývojový strom
Polské tanky začínají u lehkých, pokračují přes střední, kde se větví na těžké tanky vysokých úrovní s vysokou alfou (poškozením za jeden výstřel) a na střední tanky. Ty jsou vcelku podobné těm sovětským, až na tank 10 tieru, který má unikátní vlastnost zapnutelného režimu „turbo“ při kterém dokáže tank vyvinout velice vysokou rychlost na úkor přesnosti děla. Většina tanků je velmi podobná ruské větvi a technologickému stromu: nízká rychlost palby, vysoká alfa, dobré pancéřování a dobrá mobilita.

### Kategorie vozidel
Tanky jsou rozdělený do 5 tříd – Lehké tanky + Kolová vozidla, Střední tanky, Těžké tanky, Stíhače tanků a Dělostřelectvo. Každá tato třída má svoji specifickou funkci na bojišti.
Lehké tanky
Zastupují roli scoutů (průzkumníků) nebo přepadové jednotky pomalých nepřátel. Vyznačují se malou konstrukcí, pohyblivostí a dobrým maskováním společně s dohledem. Mezi lehké tanky přibyla nedávno i francouzská kolová obrněná vozidla, která se vyznačují vynikající pohyblivostí a přesnými děly.
Střední tanky
Víceúčelové, všestranné tanky s vyváženými charakteristikami, které mohou ve hře převzít mnoho různých rolí. Jejich vlastnosti ve velikosti, palebné síle, manévrovatelnosti a v pancíři leží někde mezi těžkými tanky a lehkými tanky.
Těžké tanky
Jsou velké, těžké vozy, které často působí v první linii. Těžké tanky jsou nejlépe obrněnými vozidly ve hře a obvykle mají větší palební sílu než lehké a střední tanky, to je kompenzováno jejich menší pohyblivostí.
Stíhače tanků
Jsou specializované obrněné bojové vozy, určené převážně pro likvidaci silně obrněných tanků díky jejich silným dělům. Hodně stíhačů nemá otočnou věž a dělo mají namontované přímo na trupu tanku.
Dělostřelectvo
Jsou slabě opancéřované tanky s velmi nízkým počtem bodů výdrže, které poskytují nepřímou podporu palbou z velké vzdálenosti. Nejdůležitějším znakem dělostřelectva, je jeho schopnost mířit a střílet daleko přes terén a překážky na něm (nepřímá palba po balistické křivce) a to pomocí SPG režimu, což jim umožní podívat se na omezenou oblast libovolně vybrané části mapy.

## Aktualizace

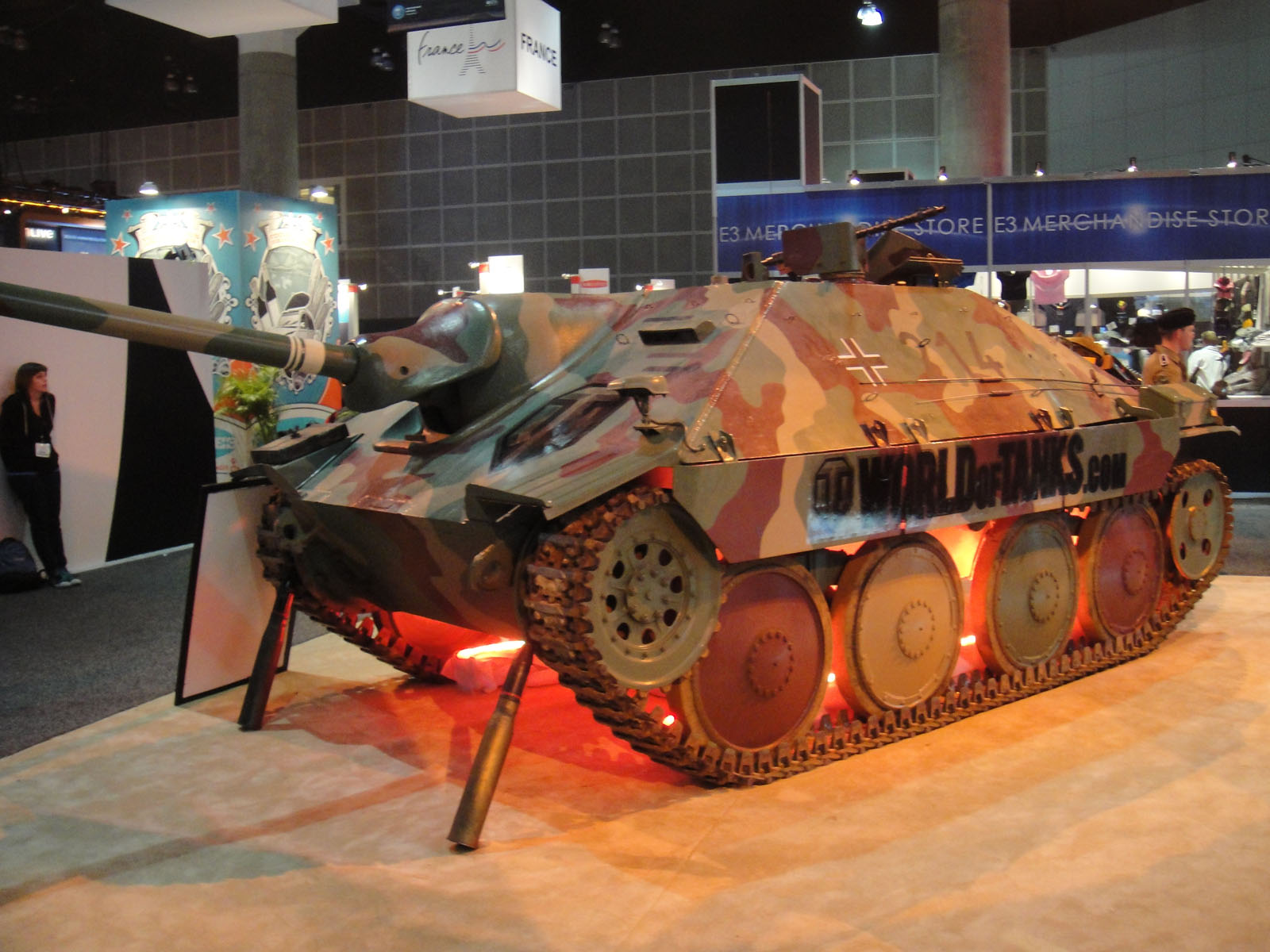
WG fest 2017, kde byly poprvé uvedeny informace o aktualizaci 1.0

Hra má stálé aktualizace, které primárně opravují chyby (bugy) hry a přidávají nový obsah.
Historie aktualizací
Stěžejní změny:
2014
9.0 Modely HD
9.1 Vítězné znaky
9.4 Týmové bitvy
2015
9.7 Změny ve vyvážení dělostřelectva
9.8 Osobní zálohy
9.10 Nové japonské těžké tanky
9.13 Nový národ Československo
2016
9.14 Přepracovaný systém zvuku, Vylepšená fyzika vozidel
9.17 Nový národ Švédsko
2017
9.17.1 Přepracované minimapy
9.18 Nový systém matchmakingu, Přepracovaný způsob hry s dělostřelectvem (ochromení), Lehké tanky X. úrovně, Znovu použitelné spotřební doplňky
9.19 Nová měna (bony), Hodnocené bitvy
9.20 Velké bitvy (30 proti 30)
2018
1.0 Grafika, HD Mapy, Muzika 2.0
1.0.1 Nový národ Itálie, Mechanika automatického dobíjení, Režim Frontová linie
1.1 Nový národ Polsko
2019
1.4 Francouzská kolová vozidla
1.5 Nový prémiový účet
1.5.1 Knihy posádky
1.6 Střelba do vlastních řad deaktivována
1.7 Anonymizér, směrnice
2020
1.7.1 Sovětská dvouhlavňová vozidla
1.8 Přidány denní mise
1.9 Přepracování všech vývojových stromů
1.9.1 Přidána mapa Berlín, Battle Pass
1.10 Vybavení 2.0,Mapy: Do hry se vrátí značně přepracovaná mapa „Perlová řeka“
2021
1.11 Italské těžké tanky, Čety 2.0
1.12 Možnost zobrazení HP celého týmu i jednotlivých hráčů
1.13 Přepracování HE munice a hodnocených bitev 
1.14 Přidány československé těžké tanky úrovní VII až X, Polní modifikace, Přidána mapa "Útočiště"
1.15 Přepracování jižní části mapy "Berlín"
2022
1.15.0.2 Nová linie amerických těžkých tanků s mechanikou náhradního pásu

## Aktualizace 1.0
Po čtyřech letech práce byla vydána aktualizace na verzi 1.0. 
Hlavní změnou je výměna grafického enginu BigWorld za nový Encore, jenž je produktem vývojářského týmu Wargaming. Nabízí mj. detailnější destrukční model Havok Destruction, globální osvětlení a vodu čeřenou průjezdem tanků i střelbou. Hra získala zcela nový vzhled: ostřejší grafiku, podrobnější textury, obrázky ve vyšším rozlišení. Díky Encore byla zlepšena nejen grafická část hry, ale i optimalizace výkonu. Po technické stránce Encore snižuje požadavky díky např.: virtuálnímu texturování, odrazivost lesklých ploch nebo adaptivním stínům atd. Engine s předstihem vypočítá všechny vysoce náročné operace, ukládá je jako virtuální texturu, a ty předem načte a zobrazíme pouze tehdy, když je to nezbytné.
Stará garáž byla úplně předělána. Ze železného hangáru byl tank přesunut na otevřenou mýtinu v lese, kde lze sledovat přípravy na boj. Byl přidán nový soundtrack, který pro WoT složili Andrey Kulik s Andriusem Klimkou. Aktualizace vyšla také díky českému vývojáři Miloši Jeřábkovi, který je hlavním vývojářem týmu Wargaming. Po opravení počátečních bugů a nedodělaných textur aktualizace sklidila velký úspěch.

### Přepracování map
Ke každé mapě byly přidány pohybující se mraky a vytvořeny fotorealistické prvky nebe. Bojiště byla zasazena do kilometrů okolních krajin, takže je možno vidět za hranice mapy.
LedovecByla přidána nová mapa Ledovec, inspirovaná Švédskem. Tvoří ji ledová pustina, která je ohraničena zasněženými horskými hřebeny. Nachází se zde gejzíry nebo třeba zamrzlé lodě; jednou z hlavních částí mapy je právě přelomená letadlová loď. Tato mapa měla být původně vydána společně s příchodem švédského tankového vývojového stromu, ale vývojáři nakonec počkali na nový engine.
Rybářský přístavStřední část mapy byla vyvýšena, v západní části byly odstraněny skály a přidána zeleň.
ErlenbergMapa je celá pokryta sněhem. Město podél řeky bylo rozšířeno po celém toku a kopce na západní i východní straně byly sníženy.
StepSkály na západní straně byly odstraněny. Místo nich byla přidána voda.
FjordyStřed mapy byl srovnán s okolním terénem a na kopec v téže části mapy byla přidána cesta, po níž je možno vyjet až na jeho vrchol.

## Aktualizace 1.10
Aktualizace 1.10 je největší aktualizací od vydání 1.0. Byla přidána nová větev polských středních tanků, přepracováno vybavení na verzi 2.0, některé tanky byly upraveny, aby zapadaly do současného konceptu hry, byla změněna komunikace, přidána mapa Perlová řeka, jež byla po letech přepracována.

## Módy
World of Tanks je jednou z nejmodifikovanějších her vůbec. Obzvláště na poměru MMO her jde o fenomén dnešní doby. Rozsáhlé modifikace jsou umožněny tím, že probíhají na straně klienta, nikoliv serveru, což znamená, že se projevují pouze u hráče, který si modifikace nainstaloval. Velmi oblíbené jsou především skiny a různé úpravy HUD. Například přehlednější zaměřovače jsou mezi hráči World of Tanks velmi oblíbené.
Není uveřejněn oficiální seznam zakázaných módů, ale za používání některých módů, respektive balíčků módů jsou uživatelé banováni. Jde o všechny takové, které výrazně zvýhodňují hráče, který je používá, například díky oddálení kamery kvůli objevení artilerie nebo laserové zaměřování a podobně (např. Warpack). Módy dnes existují téměř na vše, co hráče napadne. Tolerují se módy měnící grafickou podobu hry, například si hráči mohou stáhnout jiný vzhled (tzv. skin) tanku. Hráčskou komunitou jsou velice kritizovány módy, které odhalí pozici nepřátelských tanků, zvýrazní pozici dělostřelectva při výstřelu, na minimapě zobrazí padající překážky, vypočítá a ukáže pravděpodobnou trasu nepřátelských tanků, zobrazí udělování rozkazů klikáním do minimapy, automaticky zaměřují i pohybující se tanky a střílí do nejslabších míst, z manuálních doplňků (hasicí přístroj) vytváří automatický atd.
Wargaming pro ulehčení stahování povolených módů vytvořil stránku „Oficiální centrum módů“ (anglicky Mod Hub), kde si hráči mohou bez obav stahovat ověřené módy.

## Zvláštní akce
Wargaming u příležitosti různých válečných výročí umožňuje hráčům hrát zvláštní režim hry nebo zvláštní mise.
Například při 100 výročí bojového nasazení tanku, 15. září 2016 byl zpřístupněn herní mód Konvoj jako oslava nasazení tanku Mark I. Jako aprílový žertík uvolnil Wargaming 1. dubna 2016 herní mód s měsíční základnou a hypotetickým sférickým tankem IS-8 BALL. 26. ledna 2014 byl zase uvolněn herní mód Winter Showdown, který byl zvláštní kostičkovou grafikou ve stylu 8bitových počítačů. Měsíčně se ve hře objevuje herní mód Frontline 30 vs 30.

## Esport
World of Tanks se stal součástí esportu v prosinci 2016. Od té doby se stal obrovským hitem mezi všemi fanoušky esportu. Je to vysoce konkurenční hra, kterou lze hrát v mnoha různých formách, včetně mobilní hry, Xbox One, Xbox 360, PlayStation 4, deskové hry a dokonce i karetní hry.

### Turnaje
Turnaje World of Tanks jsou oblíbené mezi fanoušky a přitahují hráče z různých částí světa na jednu platformu. Turnaje se konají měsíčně a dokonce i dvoutýdenně během soutěžní sezóny. Některé z největších cenových příjmů generovaných z turnajů World of Tanks dosáhly 300 000 dolarů.
Turnaje World of Tanks se konají na všech úrovních, včetně regionálních, globálních a LAN. Mistrovství se také často konají a zahrnují hráče z celého světa. Formát klanu je obzvláště oblíbený, protože umožňuje hráčům udržet stejný tým a bojovat proti ostatním, podobně vyrovnaným týmům.